# Antonio Domínguez Olano
Antonio Domínguez Olano (Vilalba, 25 de maig de 1938 – Madrid, 29 de desembre de 2012), més conegut com a Antonio D. Olano, va ser un periodista i escriptor gallec. Va treballar als diaris La Noche, El Correo Gallego, El Alcázar, Pueblo, Sábado Gráfico, ABC, Gaceta Ilustrada i La Codorniz.

## Biografia
Nasqué a Villalba, però ben aviat marxà a Madrid, on va treballar als dairis El Alcázar i Pueblo. Com a autor teatral va estrenar trenta obres a Espanya i en altres països. Va ser corresponsal de guerra en diversos països, col·laborador de la Cadena SER durant quaranta anys, guionista de cinema i ràdio, poeta i biògraf i amic de Pablo Picasso,a qui va dedicar part de la seva obra literària; i Salvador Dalí. Va ser amic també del retratista gallec Vicente Eyré, pare de Pilar Eyre.
Va ser comentarista taurí i cronista de Madrid. Va escriure, al costat del seu mestre Borobó, la versió teatral de La bella Otero i va col·laborar en molts periòdics diaris i setmanals de Galícia, Barcelona i Madrid.
Va viatjar per gairebé tothom. Amb Juan Pardo va fer comèdies musicals i va col·laborar a Galicia miña nai dos dous mares amb poemes de Ramón Cabanillas, Curros Enríquez, Rosalía de Castro i seus. Va ser guardonat amb el premi Antonio Machado de contes per Trenes i va obtenir la Medalla de Galícia. Va morir a Madrid el 29 de desembre de 2012. El seu cos fou sebollit al crematori del Cementiri de l'Almudena.

## Obres
- Guía secreta de Madrid

### Assaigs
- Pecar en Madrid
- Locos por la democracia

### Biografia
- Yo soy el Pera
- DALI, Secreto

### Novel·les
- Los hombres se visten de plata
- La España del buitre
- Carta abierta a un muchacho "diferente"
- El Niño que bombardeó París (Actas. 2012. ISBN 978-84-9739-118-4)
- Yiyo, Adiós, príncipe, adiós

### Teatre
- Locos por la democracia
- Madrid. Pecado moral
- Las divinas
- Cara al sol con la chaqueta nueva